# جي. ريمون ناي
جي. ريمون ناي (بالإنجليزية: G. Raymond Nye) هو ممثل أمريكي، ولد في 13 أبريل 1889 في الولايات المتحدة، وتوفي في 23 يوليو 1965 بلوس أنجلوس في الولايات المتحدة.

## أعمال

### أفلام
- (1933) كينغ كونغ[1][2]
- (1935) البؤساء

## وصلات خارجية
- جي. ريمون ناي على موقع IMDb (الإنجليزية)
- جي. ريمون ناي على موقع أول موفي (الإنجليزية)
- جي. ريمون ناي على موقع قاعدة بيانات الأفلام السويدية (السويدية)
- جي. ريمون ناي على موقع قاعدة بيانات الفيلم (الإنجليزية)